# Gare de Woelfling-lès-Sarreguemines
Gare de Woelfling-lès-Sarreguemines vasútállomás Franciaországban, Wœlfling-lès-Sarreguemines településen.

## Vasútvonalak
Az állomást az alábbi vasútvonalak érintik:
- Haguenau–Hargarten - Falck-vasútvonal

## Kapcsolódó állomások
A vasútállomáshoz az alábbi állomások vannak a legközelebb: